# Тригг (округ)
Тригг (англ. Trigg County) — округ в штате Кентукки, США. Официально образован в 1820 году. По состоянию на 2010 год, численность населения составляла 14 339 человек.

## География
По данным Бюро переписи США, общая площадь округа равняется 1245,791 км2, из которых 1142,191 км2 суша и 103,600 км2 или 8,300 % это водоёмы.

## Население
По данным переписи населения 2000 года в округе проживает 12 597 жителей в составе 5 215 домашних хозяйств и 3 765 семей. Плотность населения составляет 11,00 человек на км2. На территории округа насчитывается 6 698 жилых строений, при плотности застройки около 5,80-ти строений на км2. Расовый состав населения: белые — 88,34 %, афроамериканцы — 9,79 %, коренные американцы (индейцы) — 0,21 %, азиаты — 0,25 %, гавайцы — 0,01 %, представители других рас — 0,18 %, представители двух или более рас — 1,22 %. Испаноязычные составляли 0,90 % населения независимо от расы.
В составе 29,10 % из общего числа домашних хозяйств проживают дети в возрасте до 18 лет, 60,20 % домашних хозяйств представляют собой супружеские пары проживающие вместе, 8,40 % домашних хозяйств представляют собой одиноких женщин без супруга, 27,80 % домашних хозяйств не имеют отношения к семьям, 25,00 % домашних хозяйств состоят из одного человека, 11,60 % домашних хозяйств состоят из престарелых (65 лет и старше), проживающих в одиночестве. Средний размер домашнего хозяйства составляет 2,39 человека, и средний размер семьи 2,84 человека.
Возрастной состав округа: 22,90 % моложе 18 лет, 6,80 % от 18 до 24, 26,70 % от 25 до 44, 27,00 % от 45 до 64 и 27,00 % от 65 и старше. Средний возраст жителя округа 40 лет. На каждые 100 женщин приходится 96,90 мужчин. На каждые 100 женщин старше 18 лет приходится 94,10 мужчин.
Средний доход на домохозяйство в округе составлял 33 002 USD, на семью — 40 886 USD. Среднестатистический заработок мужчины был 31 158 USD против 22 081 USD для женщины. Доход на душу населения составлял 17 184 USD. Около 8,80 % семей и 12,30 % общего населения находились ниже черты бедности, в том числе — 13,20 % молодёжи (тех, кому ещё не исполнилось 18 лет) и 14,70 % тех, кому было уже больше 65 лет.